# Родоколлибия
Родоколлибия (лат. Rhodocollybia) — род грибов семейства Негниючниковые (Marasmiaceae).

## Описание
- Шляпка выпуклой, плоско-выпуклой, и плоской формы, нередко покрытая слизью, окраска рознится от беловатой до красно-коричневой. Гименофор пластинчатый, приросший к ножке. Пластинки беловатого, желтоватого или розоватого цвета.
- Ножка довольно длинная и толстая, нередко крупнее 7×0,5 см, обычно одного цвета с пластинками или беловатая.
- Споровый порошок желтоватого или розоватого цвета. Споры тонкостенные или толстостенные, бесцветные, эллиптической или шаровидной формы, декстриноидные, иногда цианофильные.

## Таксономия

### Виды
- Rhodocollybia amica J.L. Mata & Halling, 2004
- Rhodocollybia antioquiana J.L. Mata & Halling, 2004
- Rhodocollybia badiialba (Murrill) Lennox, 1979
- Rhodocollybia butyracea (Bull.) Lennox, 1979 — Коллибия масляная
- Rhodocollybia dotae J.L. Mata & Halling, 2004
- Rhodocollybia extuberans (Fr.) Lennox, 1979
- Rhodocollybia filamentosa (Velen.) Antonín, 1986
- Rhodocollybia fodiens (Kalchbr.) Antonín & Noordel., 1997
- Rhodocollybia giselae Neville & Antonín, 1998
- Rhodocollybia laulaha Desjardin, Halling & Hemmes, 1999
- Rhodocollybia lentinoides (Peck) Halling, 1997
- Rhodocollybia lignitilis J.L. Mata & Halling, 2004
- Rhodocollybia longispora Hauskn. & Krisai 2000
- Rhodocollybia maculata (Alb. & Schwein.) Singer, 1939 — Коллибия пятнистая
- Rhodocollybia meridana (Dennis) Halling, 1997
- Rhodocollybia monticola Halling & J.L. Mata, 2004
- Rhodocollybia oregonensis (A.H. Sm.) Lennox, 1979
- Rhodocollybia pandipes Halling & J.L. Mata, 2004
- Rhodocollybia popayanica (Halling) Halling, 1997
- Rhodocollybia prolixa (Hornem.) Antonín & Noordel., 1997
- Rhodocollybia sleumeri (Singer) Halling, 1997
- Rhodocollybia spissa (A.W. Wilson, Desjardin & Horak) A.W. Wilson & Desjardin, 2005
- Rhodocollybia stenosperma Romagn. & Cocquand, 1978
- Rhodocollybia subnigra Lennox, 1979
- Rhodocollybia subsulcatipes (A.H. Sm.) Lennox, 1979
- Rhodocollybia tablensis J.L. Mata & Halling, 2004
- Rhodocollybia turpis (Halling) Halling, 1997
- Rhodocollybia unakensis (Murrill) Halling, 1997